# Maple Bluff
Maple Bluff – wieś w Stanach Zjednoczonych, w stanie Wisconsin, w hrabstwie Dane.